# Мало Конаре
Мàло Конàре е село в Южна България. То е най-голямото село в община Пазарджик и второ по големина в област Пазарджик.

## География
Село Мало Конаре се намира в съседство с международния път Пазарджик-Пловдив и магистрала „Тракия“. Разположено е на 8 км от град Пазарджик и на 28 км от град Пловдив. Най-близки села до Мало Конаре са Добровница, Пищигово, Огняново и Цалапица (Област Пловдив). Населението наброява 3856 души по настоящ адрес към 15.9.2022 г.. Надморската височина на Мало Конаре е 209 метра. На запад землището на селото опира до река Луда Яна, като само в северозападния си край се прехвърля на запад от реката, а на север, изток и юг неговата ширина не е по-малко от 4 км. Релефът е равнинен, в зоната на река Луда Яна почвите са алувиални и делувиални ливадни. Встрани от тях има мощно хумусни слабо и силно излужени канелени горски почви, а по-далеч на североизток от селото е чернозем и смолници.

## История

### Име
Селото възниква в късното средновековие като доганджийско и войнишко. Старото му име е Доганово Конаре по двете му някогашни махали – едната отглеждаща соколи, а другата коне. Мало Конаре се намира на мястото на Конаре, 2 км източно от река Луда Яна. Според Константин Иречек през османската власт на Конаре били поверени султански конски заводи, което вероятно означава, че войнугани от селото посменно са отслужвали по 6 месеца годишно в султанските конюшни.

### Археология
В землището на селото са пръснати 25 тракийски могили около и в селото. В тях са намерени монети от император Гордиан I и се вадят тухлени плочи. В южния край на селото до днешния път Пазарджик-Пловдив се намират основи на градище – крепостна станция на римския път за Пловдив. Тази крепост е солидно строена с червен хоросан. Според Гаврил Кацаров около селото трябва да се търси светилище на тракийския конник, а според Г. Михайлов в околностите е намерен релеф на Зевс, Хера и трите нимфи.

### Възраждане
Мало Конаре не е взело участие в Априлското въстание понеже е било закриляно от всесилния в Пазарджик Али бей.

### След Освобождението
В съпротивителното антифашистко движение 1941 – 1944 година е дало 17 партизани, от които трима са убити, и 8 политзатворници.
Първото читалище е построено от Калофер Натов с лични средства. Намирало се е в непосредствена близост до съвременното читалище „Просвета“

## Религии
- През 1836 г. е построена църквата „Св. Атанас“, която по тогавашния ред е вкопана в земята, за да не дразни фанатизма на турците.
- През 1934 година е построена сегашната църква.

## Културни и природни забележителности
В Мало Конаре са творили много известни хора – скулпторът Величко Минеков, който оставя на Мало Конаре паметника в центъра на селото в чест на всички загинали във войните. Яна Дъбова започва бизнеса с дините в България, като засажда първата диня в Мало Конаре.

## Редовни събития
- Празник на селото е 9 май – свети Никола (летен Никулден). На този празник църквата прави курбан за всички вярващи. Канят се известни гост изпълнители. В програмата вземат дейно участие и самодейните състави към читалището.

## Личности
Родени в Мало Конаре
- Петър Малинов Дъбов (1914 – 1951) – виден деец на земеделското движение, член на БЗНС – Никола Петков, убит в лагер Белене
- Костадин Старев (1919 – 1944) – български партизанин
- Проф. Стоимен Дъбов (1925 – 2010)
- Златка Дъбова (1927 – 1997) – българска художничка, графичка, заслужил художник от 1974 г.
- Величко Минеков (1928 – 2022) – български скулптор
- Янина Кашева – актриса („Всичко е любов“, „Голямото нощно къпане“).
- проф. д-р инж. Иван Марков (1957) – ръководител катедра „Строителна механика“ в УАСГ, сегашен ректор на УАСГ.

## Други
- Мало Конаре е едно от най-големите български села и второ по големина в Област Пазарджик, след Драгиново.

## Галерия
- Кметство Мало Конаре
- Църквата на Мало конаре
- Бившият културен клуб на Мало Конаре